# Benitochromis
Benitochromis is een geslacht van straalvinnige vissen uit de familie van de cichliden (Cichlidae).

## Soorten
- Benitochromis batesii (Boulenger, 1901)
- Benitochromis conjunctus Lamboj, 2001
- Benitochromis finleyi (Trewavas, 1974)
- Benitochromis nigrodorsalis Lamboj, 2001
- Benitochromis riomuniensis (Thys van den Audenaerde, 1981)
- Benitochromis ufermanni Lamboj, 2001